# Beste verfügbare Techniken
Die Formulierung beste verfügbare Techniken (BVT, englisch best available techniques = BAT) bezeichnet eine europäische Technikklausel, die auch international (zum Beispiel vom Umweltprogramm der Vereinten Nationen) verwendet wird. Der Begriff entspricht im Wesentlichen dem im deutschen Sprachraum traditionell verwendeten Konzept des Standes der Technik (SdT).
Der Rechtsbegriff BVT wird durch die sogenannte Industrieemissionsrichtlinie (Richtlinie 2010/75/EU, auch „IED“) über die integrierte Vermeidung und Verminderung der Umweltverschmutzung im nationalen Recht der Mitgliedsstaaten vorgeschrieben. Deren Vorläufer (IVU-Richtlinie 96/61/EG bzw. 2008/1/EG) definierten den Begriff im Jahr 1996. Zuvor war der Begriff „beste verfügbare Technologie“ bereits in der Richtlinie 84/360/EWG aus dem Jahr 1984 verwandt worden, allerdings ohne ihn näher zu definieren; die Richtlinie 84/360/EG folgte jedoch noch nicht dem BVT/BAT-Ansatz: Sie verlangte die beste verfügbare Technologie nur, „sofern die Durchführung solcher Maßnahmen keine unverhältnismässig hohen Kosten verursacht“. Dieser Ansatz ist unter dem englischen Akronym BATNEEC = Best available techniques not entailing excessive costs bekannt. Weiterhin wird das BVT-Konzept seit 1992 im Rahmen der OSPAR-Konvention zum Schutz der Meeresumwelt des Nordostatlantiks verwandt.
Gemäß der Industrieemissionsrichtlinie müssen in der Europäischen Union die besonders umweltrelevanten Industrieanlagen auf der Basis der besten verfügbaren Techniken genehmigt werden. Auch ältere (bestehende) Anlagen müssen seit dem 30. Oktober 2007 auf Grundlage der BVT betrieben werden.

## Definition
Gemäß Artikel 3 Nr. 10 der Industrieemissionsrichtlinie bezeichnet der Ausdruck „beste verfügbare Techniken“

„den effizientesten und fortschrittlichsten Entwicklungsstand der Tätigkeiten und entsprechenden Betriebsmethoden, der spezielle Techniken als praktisch geeignet erscheinen lässt, grundsätzlich als Grundlage für die Emissionsgrenzwerte zu dienen, um Emissionen in und Auswirkungen auf die gesamte Umwelt allgemein zu vermeiden oder, wenn dies nicht möglich ist, zu vermindern;
- ‚Techniken‘ sowohl die angewandte Technologie als auch die Art und Weise, wie die Anlage geplant, gebaut, gewartet, betrieben und stillgelegt wird;
- ‚verfügbar‘ die Techniken, die in einem Maßstab entwickelt sind, der unter Berücksichtigung des Kosten/Nutzen-Verhältnisses die Anwendung unter in dem betreffenden industriellen Sektor wirtschaftlich und technisch vertretbaren Verhältnissen ermöglicht, gleich, ob diese Techniken innerhalb des betreffenden Mitgliedstaats verwendet oder hergestellt werden, sofern sie zu vertretbaren Bedingungen für den Betreiber zugänglich sind;
- ‚beste‘ die Techniken, die am wirksamsten zur Erreichung eines allgemein hohen Schutzniveaus für die Umwelt insgesamt sind.“

Die Definition von BVT erfordert eine Entwicklung der Technik in einem Maßstab, der eine branchenspezifische Umsetzung ermöglicht.

## Kategorien industrieller Tätigkeiten
Der Anhang I der Industrieemissionsrichtlinie definiert industrielle Sektoren und Tätigkeitsbereiche, für die die BVT anzuwenden sind. Nachfolgend sind nur die Kategorien ohne Unterpunkte aufgeführt:
1. Energiewirtschaft
2. Herstellung und Verarbeitung von Metallen
3. Mineralverarbeitende Industrie
4. Chemische Industrie
5. Abfallbehandlung
6. Sonstige Industriezweige

## Ermittlung der besten verfügbaren Techniken
Der Betrieb einer Anlage gemäß den BVT soll unter angemessenem Kostenaufwand möglichst niedrige Verbrauchs- und Emissionsniveaus gewährleisten und zielt damit auf das eigentliche Ziel der Industrieemissionsrichtlinie ab, nämlich eine integrierte Vermeidung und Verminderung der Umweltverschmutzung (IVU).
Welche Verbrauchs- und Emissionsniveaus in den einzelnen Kategorien industrieller Tätigkeiten konkret zu erreichen sind, wird von technischen Arbeitsgruppen (engl.: technical working groups, TWG) im so genannten „Sevilla-Prozess“ ermittelt und in ausführlichen Dokumentationen, den sog. BREFs (Best Available Technique Reference Documents deutsch: BVT-Merkblätter), dargestellt.
Da sich die Techniken ständig weiterentwickeln, werden die BREFs regelmäßig aktualisiert. Neben diesen sog. vertikalen BREFs, die sich auf bestimmte Sektoren und Anlagentypen beziehen, gibt es auch horizontale BREFs, die mehrere Sektoren und Anlagentypen betreffen, wie die BREFs zur Anlagenüberwachung.
Seit Inkrafttreten der Industrieemissionsrichtlinie am 7. Januar 2013 haben die BVT-Merkblätter und die darin genannten, mit den besten verfügbaren Techniken verbundenen Emissionsbandbreiten, einen verbindlichen Stellenwert erhalten. Genehmigungsbehörden müssen innerhalb von 4 Jahren nach Veröffentlichung von BVT-Schlussfolgerungen sicherstellen, dass die betroffenen Anlagen die mit BVT verbundenen Emissionswerte einhalten. Seit Verabschiedung der Industrieemissionsrichtlinie werden deshalb die Emissionsbandbreiten bezüglich ihrer Messverfahren, Randbedingungen und Anwendungsbeschränkungen in den BVT-Schlussfolgerungen genauer beschrieben als in den ersten BVT-Merkblättern.